# Меллетт (округ, Південна Дакота)
Шаблон:StateAbbr_ 43°35′ пн. ш. 100°46′ зх. д. / 43.58° пн. ш. 100.76° зх. д.
Округ  Меллетт (англ. Mellette County) — округ (графство) у штаті  Південна Дакота, США. Ідентифікатор округу 46095.

## Історія
Округ утворений 1909 року.

## Демографія
За даними перепису 2000 року загальне населення округу становило 2083 осіб, усе сільське. Серед мешканців округу чоловіків було 1048, а жінок — 1035. В окрузі було 694 домогосподарства, 499 родин, які мешкали в 824 будинках. Середній розмір родини становив 3,49.
Віковий розподіл населення поданий у таблиці:
| Стать    | До 15 років | 15-21 | 22-29 | 30-39 | 40-49 | 50-65 | 65-85 | Понад 85 |
| -------- | ----------- | ----- | ----- | ----- | ----- | ----- | ----- | -------- |
| Чоловіки | 318         | 95    | 78    | 147   | 141   | 137   | 118   | 14       |
| Жінки    | 309         | 102   | 84    | 131   | 126   | 141   | 117   | 25       |

## Суміжні округи
- Джонс — північ
- Лайман — північний схід
- Тріпп — схід
- Тодд — південь
- Беннетт — південний захід
- Джексон — захід

## Виноски
1. ↑  US Decennial Census. US Census Bureau. Архів оригіналу за 19 липня 2018. Процитовано 28 березня 2015.
2. ↑  Historical Census Browser. University of Virginia Library. Архів оригіналу за 11 серпня 2012. Процитовано 28 березня 2015.
3. ↑  Forstall, Richard L., ред. (27 березня 1995). Population of Counties by Decennial Census: 1900 to 1990. US Census Bureau. Архів оригіналу за 28 грудня 2008. Процитовано 28 березня 2015.
4. ↑  Census 2000 PHC-T-4. Ranking Tables for Counties: 1990 and 2000 (PDF). US Census Bureau. 2 квітня 2001. Архів оригіналу (PDF) за 18 грудня 2014. Процитовано 28 березня 2015.
5. ↑  State & County QuickFacts. Бюро перепису населення США. Архів оригіналу за 7 червня 2011. Процитовано 25 листопада 2013.(англ.) Наведено за англійською вікіпедією.
6. ↑  American FactFinder. Бюро перепису населення США. Архів оригіналу за 26 лютого 2012. Процитовано 31 січня 2008.

| США | Це незавершена стаття з географії США. Ви можете допомогти проєкту, виправивши або дописавши її. |